# 1033 سيمونا
1033 Simona هو كويكب، يقع ضمن حزام الكويكبات. اكتشف في 4 سبتمبر 1924.

## روابط خارجية
- 1033 سيمونا في قاعدة بيانات مختبر الدفع النفاث لأجرام النظام الشمسي الصغيرة

- الاكتشاف · مخطط المدار ·  العناصر المدارية · المعلمات المادية

- 1033 سيمونا على موقع ويكي سكاي: DSS2, SDSS, GALEX, IRAS, Hydrogen α, X-Ray, Astrophoto, Sky Map, Articles and images